# Emalkay
Emalkay is de artiestennaam van Martin Knowles, uit Birmingham. Emalkay is een dubstepproducer en -dj. Hij is ooit begonnen met het maken van drum and bass, grime en garage. Zijn eerste release bracht hij uit op zijn eigen label genaamd Morphic Sounds.

In oktober 2006 bracht Knowles zijn EP Testing The Waters uit, waarna Monsters in juni 2007 volgde.  In de herfst van 2007 bracht Emalkay The revolutionary sound of Mecha uit, wat hem onder de aandacht bracht bij bekende (radio)dj's als Anne Hobbs en FreQ Nasty. Jarenlang bracht Knowles platen uit bij Boka Records, maar zijn meest populaire single When I Look at You, bracht hij in 2009 op Caspa's label Dub Police. In mei 2011 ging zijn eerste album in première genaamd: Eclipse. Op het album is een gastbijdrage te horen van de oude ravegroep Baby D.
Daarnaast is Emalkay bekend vanwege remixes voor artiesten als Pendulum, Faithless en Miike Snow. In 2010 trad hij op tijdens het Engelse Glastonbury Festival.